# Chris Krediet

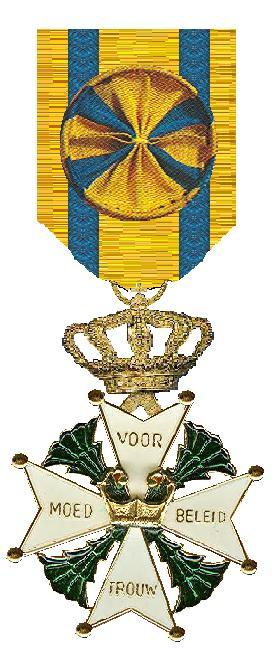
Ridder Militaire Willems Orde

Christoffel Krediet (Teluk Dalam, Noord-Sumatra, 31 mei 1915 - Delfstrahuizen, 21 juli 1975) was Engelandvaarder en RAF-jachtvlieger.

## Schooltijd
Chris Krediet werd in Nederlands-Indië geboren, maar groeide op in Nederland. Zijn ouderlijk huis stond aan de Zijdeweg 4 in Wassenaar, aan de rand van de duinen. Zijn vader Gerrit Jacobus Krediet (1885-1945) was arts in Medan, later in Wassenaar en is in Dachau omgekomen. 
Chris werd op 8-jarige leeftijd naar Nederland gestuurd en kwam in huis bij ds. Tjalleberd in Heerenveen. Toen zijn vader in 1930 hertrouwde kreeg Chris er een broertje bij, Robert de Jonge Oudraat, wiens vader aan cholera was overleden.
Chris zat op het Nederlandsch Lyceum in Den Haag. Hij was onrustig, hij wilde reizen en naar Zuid-Amerika. Hij leerde Spaans en Portugees en ging naar Brazilië. Het viel hem tegen en dus ging hij weer terug naar school, ditmaal naar de Rijks-HBS in Woerden. Hij was al 21 jaar. In 1937 ging hij Indisch Recht studeren in Leiden, dat kon met een HBS-opleiding. Hij werd lid van Minerva en ontmoette daar onder anderen Louis d'Aulnis, Erik Hazelhoff Roelfzema en zijn jaargenoot Marien de Jonge.
Chris Krediet werd afgekeurd voor de militaire dienst, omdat hij te tenger was. Hij tekende op 1 juli 1939 voor een jaar bij de Motordienst van de Vrijwillige Landstorm. Op de avond van 10 mei 1940 was hij bij zijn vader in Wassenaar. Hij trok zijn uniform aan en vertrok naar Haarlem om zich te melden op zijn bureau Mobilisatiebestemming. De weg (nu A44) bij de Haagsche Schouw was echter geblokkeerd door vuurgevechten, dus hij keerde om en ging naar het Ministerie van Defensie. Hij werd weer naar huis gestuurd. Hij meldde zich met zijn motorfiets bij de burgemeester van Wassenaar en kreeg een bijzondere opdracht: hij moest het gerucht van de capitulatie tegenspreken in verband met het uitwijken van de koninklijke familie en de regering.

## Engelandvaarder
Chris Krediet, zelf een goede zeiler, voorzag problemen om over de Noordzee naar Engeland te gaan. Vanaf 15 mei 1940 schoor hij zich niet meer, om meer op een matroos te lijken. Op 29 oktober 1940 monsterde hij in Delfzijl met hulp van dr Allard Oosterhuis aan op de coaster 'Nederland' van Luitenant Boutman. Studiegenoot Herman Brero ging mee als kok. Toen de Nederland een Finse haven binnenliep, vroeg Krediet verlof om met Brero aan wal te gaan om een bontmantel voor zijn moeder te kopen. Eenmaal aan wal vervolgden de heren hun reis naar Helsinki, waar ze werden verhoord. Daarna verzorgde de Nederlandse Legatie tickets naar Tokio. Eind december 1940 vertrok hun trein naar Leningrad. Daar werden ze weer ondervraagd. Iemand van Intourist nam hun paspoort in en de reis werd vervolgd naar Vladivostok, waar hij Hugo Pos ontmoette. Ze kregen hun paspoort terug en na een week konden ze een veerboot naar Japan nemen. Na een verblijf van een maand in Tokio mochten ze met het laatste 'burger'-schip dat Japan mocht verlaten, naar San Francisco. Als eerste Nederlander uit bezet gebied werd Krediet feestelijk onthaald op de Nederlandse Club.

Van San Francisco reisde hij met de trein naar Stratford in Canada, waar hij na vier maanden opleiding als infanterist bij de Prinses Irene Brigade werd ingedeeld. Een kolonel daar bleek ook uit de Zijdeweg in Wassenaar te komen, het was Sidney van den Bergh. Vandaar zou hij naar Wolverhampton worden getransporteerd, maar bij een controle op de loopplank bleek hij koorts te hebben. Hij had roodvonk en moest in quarantaine. Hij kreeg een nieuw wondermiddel, penicilline, hetgeen zijn leven redde. Daarna kon hij alsnog op een klein konvooi inschepen voor Wolverhampton. Hij kwam weer in contact met Erik Hazelhoff, waarna hij naar Londen verhuisde. Op 18 oktober 1941 werd Krediet ingedeeld bij de SOE.

## Contact Holland
Eenmaal in Londen zetten Peter Tazelaar, Erik Hazelhoff Roelfzema en Chris Krediet 'Contact Holland' op, met toestemming van minister-president Gerbrandy. Het doel was het opzetten van beter en vooral betrouwbaar radiocontact met Holland. Hiervoor moesten geheim agenten met radioapparatuur op de kust van Scheveningen afgezet worden. Ze werden geholpen door kolonel Euan Rabagliatti, hij zorgde voor alles wat ze nodig hadden.
Aan 'Contact Holland' kwam in 1942 een einde toen Kolonel der Mariniers M.R. de Bruyne de positie van Generaal François van 't Sant overnam als hoofd van de CID.

## Na de oorlog
Plesman, wiens zoon Jan tijdens de oorlog was omgekomen, bood Krediet een baan aan bij de KLM, maar Krediet ging naar Curaçao om er een luchtvaartmaatschappij op te richten. Toen dat niet lukte door problemen met vergunningen keerde hij terug naar Europa. In Antwerpen liep hij Plesman tegen het lijf. Krediet kon in Wassenaar terecht op het opleidingscentrum voor buitenlandse vertegenwoordigers.
Krediet huwde in 1944 met Ellis Brandon, een van de weinige vrouwelijke Engelandvaarders. Later scheidden zij. In februari 1975 begeleidde Krediet prins Bernhard op een tournee door Zuid-Amerika. Hij overleed kort daarna, in het Zuid-Friese Delfstrahuizen.

## Onderscheidingen
- Militaire Willems-Orde op 4 juni 1942[2] tegelijk met Hazelhoff. Tazelaar ontving hem op 9 september 1944.
- Kruis van Verdienste op 3 augustus 1944[5]
- Ereteken voor Langdurige Dienst als Officier[6]